# Renfe série L21
La GIF, créée en 1996 pour construire la ligne à grande vitesse de Madrid à Barcelone, se procure les machines nécessaires aux travaux sur le marché de l'occasion. Le matériel en voie normale provient de Roumanie, d'Allemagne, et du Royaume-Uni. La traction est confiée à un certain nombre de sociétés créées pour l'occasion. La Continental Rail est créée en 2000 par l'entreprise de génie ferroviaire Vias y Construcciones et par Continental Auto, qui dépendent toutes deux du groupe ACS. C'est cette société qui passe un accord avec la société britannique EWS pour la location de 14 locomotives class 37 pour une durée de quatre ans.

## Conception
La série 37 des BR est constituée de 309 locomotives mixtes construites de 1960 à 1965. À l'origine, elles forment les séries D 6600 à 6608 et D 6700 à 6999. À l'occasion des passages en grandes révisions, beaucoup sont modifiées dans les années 1980, donnant naissance à plusieurs sous-séries. La sous-série 37700, à laquelle appartiennent toutes les machines livrées en Espagne, se distingue par un recablage complet de la partie électrique, par le remplacement du générateur principal par un alternateur, et par l'adoption d'un lestage additionnel. Après la privatisation des BR, elles sont partagées entre EWS, DRS, Fragonet, HRNC, West Coast Railway company, Riviera train, et Eurostar. EWS loue une partie de son parc à d'autres sociétés européennes à la recherche de machines puissantes capables d'assurer la remorque des trains de travaux. De nombreuses class 37 participent ainsi à la construction de la LGV Méditerranée en France.

## Service

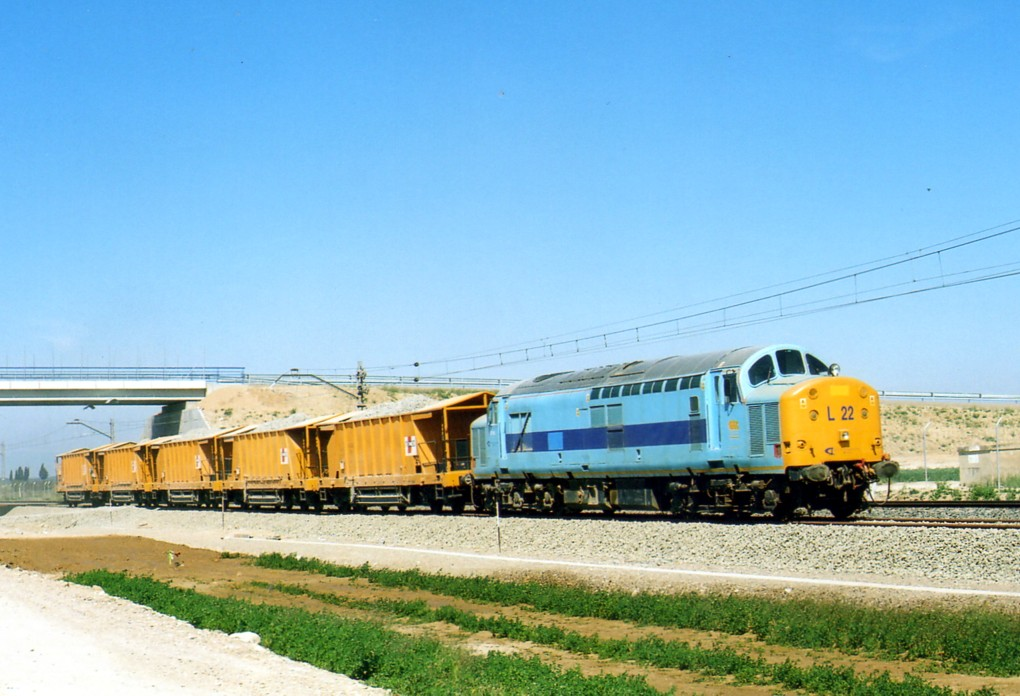
La L 22 à Zuera le 10 avril 2003

Continental Rail signe un contrat pour la location de 14 machines en novembre 2000. La première unité est officiellement présentée à Thornaby en avril 2001. Toutes ces machines sont expédiées en Espagne via le tunnel sous la Manche, acheminées par fer jusqu'à Irun et de là, transportées par camion jusqu'à la base travaux de Salillas del jalon (Calatayud pour les dernières).
Détail des machines livrées en Espagne :
| No GIF | No provisoire | expédition en Espagne | No EWS/BR 1986 | No BR 1973 | No BR origine | Constructeur partie électrique | Constructeur partie mécanique | Année |
| L 21   |               | 18/04/2001            | 37899          | 37161      | D 6861        | English Electric no 3339       | Robert Stephenson no 8392     | 1963  |
| L 22   |               | 18/04/2001            | 37718          | 37084      | D 6784        | English Electric no 3211       | Robert Stephenson no 8330     | 1962  |
| L 23   | L 034         | 23/05/2001            | 37716          | 37094      | D 6794        | English Electric no 3221       | Robert Stephenson no 8341     | 1963  |
| L 24   | L 033         | 23/05/2001            | 37885          | 37177      | D 6877        | English Electric no 3355       | Vulcan Foundry no D 841       | 1963  |
| L 25   | L 023         | 29/05/2001            | 37703          | 37067      | D 6767        | English Electric no 3059       | Vulcan Foundry no D 721       | 1962  |
| L 26   | L 031         | 29/05/2001            | 37714          | 37024      | D 6724        | English Electric no 2887       | Vulcan Foundry no D 603       | 1961  |
| L 27   | L 030         | 7/06/2001             | 37799          | 37061      | D 6761        | English Electric no 3053       | Vulcan Foundry no D 715       | 1962  |
| L 28   |               | 10/07/2001            | 37883          | 37176      | D 6876        | English Electric no 3354       | Vulcan Foundry no D 840       | 1963  |
| L 29   | L 032         | 10/07/2001            | 37801          | 37173      | D 6873        | English Electric no 3351       | Vulcan Foundry no D 837       | 1963  |
| L 30   |               | 19/07/2001            | 37702          | 37020      | D 6720        | English Electric no 2883       | Vulcan Foundry no D 599       | 1961  |
| L 31   | L 024         | 23/07/2001            | 37888          | 37135      | D 6835        | English Electric no 3280       | Vulcan Foundry no D 809       | 1963  |
| L 32   |               | 19/07/2001            | 37802          | 37163      | D 6863        | English Electric no 3341       | Robert Stephenson no 8394     | 1963  |
| L 33   | L 025         | 21/08/2001            | 37800          | 37143      | D 6843        | English Electric no 3318       | Vulcan Foundry no D 817       | 1963  |
| L 34   |               | 21/08/2001            | 37884          | 37183      | D 6883        | English Electric no 3381       | Robert Stephenson no 8404     | 1963  |

La L 33 avait déjà fait du service en France en 1999/2000. À Salillas del Jalon, elles remorquent les trains de ballast vers Calatayud et Saragosse. Les L 21 et L 24 déraillent dans la banlieue de Saragosse le 26 mars 2002. Expédiées au dépôt Vias y Construcciones de Madrid pour réparations, elles sont rapidement garées et découpées sur place en juillet 2003. La L 32, également accidentée, est découpée à Calatayud au même moment. Les onze survivantes sont toutes versées au pool WZKS-EWS en 2004. À cette date, elles travaillent toujours sur la ligne AVE, certaines participant à la construction de l'embranchement de Huesca. 